# Rouvroy-sur-Serre
Rouvroy-sur-Serre település Franciaországban, Aisne megyében. Lakosainak száma 42 fő (2022. január 1.). Rouvroy-sur-Serre Grandrieux, Parfondeval, Raillimont, Rozoy-sur-Serre és Rocquigny községekkel határos.

## Népesség
A település népessége az elmúlt években az alábbi módon változott:
| Lakosok száma | 89   | 68   | 70   | 45   | 42   | 39   | 39   | 38   | 37   | 42   |
|               | 1968 | 1982 | 1990 | 2006 | 2011 | 2016 | 2017 | 2019 | 2020 | 2022 |